# Violet Harmon
Violet Harmon est l'un des personnages principaux de la série télévisée American Horror Story, apparaissant dans les première et huitième saisons.

## Présentation
Violet Harmon est une adolescente suicidaire et solitaire n'accordant plus de respect à son père depuis qu'il a trompé sa mère, dont la famille s'installe à Los Angeles, comme dernière chance pour sauver leur couple.

## Évolution

### Saison 1"Murder House"
À l'arrivée de sa famille à Los Angeles, Violet se rapproche de Tate Langdon (Evan Peters), devenu dès lors le patient de son père. Celui-ci l'aide a effrayer Leah (Shelby Young), une élève du lycée avec laquelle elle s'était battue dès son arrivée au lycée, cette dernière voulant lui faire manger la cigarette qu'elle fumait au prétexte que sa grand mère soit morte d'un cancer du poumon ; lorsque Violet et Leah reparleront de cet évènement cette dernière dira avoir vu le Diable.
Alors que le père, Ben (Dylan McDermott), est absent, Violet et sa mère, Vivien (Connie Britton), se font agresser par trois étrangers voulant reconstituer le meurtre de deux infirmières commis en 1968 dans la maison par R. Franklin (Jamie Harris), Tate leur vient en aide et tue l'un d'entre eux, alors que les fantômes des deux infirmières tuent les deux autres ; l'histoire de ce meurtrier est inspirée de celle de Richard Speck. Lorsque Violet interroge Tate sur ce qu'il est arrivé aux trois intrus, il lui raconte l'histoire du premier propriétaire de la maison Charles Montgomery (Matt Ross), elle-même inspirée de l'affaire du bébé Lindbergh, qu'elle refuse de croire.
Alors Violet et Tate sortent ensemble pour Halloween sur la plage, un groupe de lycéens s'en prend à Tate en évoquant la fusillade de Westfield High, Tate s'enfuit poursuivi par le groupe. La voisine, Constance Langdon, (Jessica Lange) apprend à Violet qu'elle est la mère de Tate. À la suite des évènements d'Halloween Violet décide de faire des recherches sur la fusillade et apprend que Tate en est l'auteur, Constance qui réalise que Violet est au courant la met en contact avec Billie Dean Howard (Sarah Paulson) dans l'idée d'aider son fils.
Violet confie ne plus dormir à Leah, qui lui donne des somnifères qu'elle prend elle-même pour dormir. Violet les utilise pour tenter de se suicider avant que Tate ne lui fasse recracher les pilules qu'elle vient de prendre.
Vivien ayant décidé de quitter Ben et de mettre la maison en vente décide de partir avec Violet, mais lorsqu'elles montent en voiture elles voient les fantômes de deux des personnes qui voulaient les tuer au début de la saison. Sur conseil de Tate et pour ne pas être considérée comme folle Violet dira avoir raconté cette histoire à la demande de sa mère qui sera internée en raison d'un choc post-traumatique qui est seule explication à l'apparition de leur agresseurs dont elle ne cesse de maintenir la réalité.
Après que Ben ait appris que Violet ne se rendait plus à l'école depuis 16 jours, afin d'éviter une convocation au tribunal avec son père ; elle se prépare pour retourner en cours, ce que Tate l'empêche de faire en lui demandant de se suicider avec lui. En prétextant préparer une baignoire où il se trancheront les veines Violet tente de fuir la maison, mais elle réapparaît continuellement à l'intérieur. 
Tate lui fait voir son cadavre qu'il a caché dans le vide sanitaire, lui apprend qu'elle est morte après son overdose de somnifères et qu'ils sont tous les deux des fantômes. Violet, avoue à son père qu'elle est morte, et qu'il doit partir avec sa mère loin de la maison pour se protéger et protéger les jumeaux à naître mais Vivien est contrainte d'accoucher dans la maison, la voisine Constance exigeant que l'accouchement se fasse là en lui disant qu'elle n'a pas le temps de se rendre à l'hôpital, mais Vivien meurt en accouchant. Violet apprend que l'un des bébés est celui de Tate, ce qui signifie qu'il a violé sa mère. Par conséquent elle rompt avec lui. 
Les fantômes de Vivien et Violet, empêche Ben de se suicider dans la maison, et lui disent de partir mais il se fait tuer par une partie des fantômes de la maison. La mort de Violet est ignorée des policiers auxquels Constance raconte qu'elle s'est enfuie avec le bébé de sa mère. 
Depuis Violet et d'autre fantômes de la maison dissuadent tout nouvel acheteur pour que plus personne ne meurt dans la maison.

### Saison 8"Apocalypse"
Madison Montgomery (Emma Roberts) et  Behold Chablis  (Billy Porter) se rendent à la maison pour comprendre l'origine de Michael Langdon,, en prétendant être un couple souhaitant s'y installer.
Madison réconcilie Violet avec Tate, en lui disant qu'il n'est pas le mal incarné, qu'il n'en a été qu'un instrument.